# Eleanor Bergstein
Eleanor B. Bergstein (* 1938 in Brooklyn, New York City) ist eine US-amerikanische Schriftstellerin, Drehbuchautorin, Filmproduzentin und Filmregisseurin, die vor allem durch ihren semi-autobiographischen Film Dirty Dancing internationale Bekanntheit erlangte.

## Leben
Eleanor B. Bergstein wurde als Tochter eines liberalen jüdischen Arztes in Brooklyn geboren. Mit ihrer älteren Schwester Francis wurde sie hauptsächlich von ihrer Mutter groß gezogen. Während ihrer Schulzeit war sie eine begeisterte Tänzerin und nahm, nachdem sie tagsüber unterprivilegierte Kinder unterrichtete, abends an zahlreichen Tanzwettbewerben teil, die sie oft gewann. Einige Sommer verbrachte die Familie im Luxusresort Grossinger’s in den Catskill Mountains, wo sie ebenfalls an Tanzwettbewerben, die Dirty Dancings hießen, teilnahm. Und während ihre Eltern golften, hatte Bergstein ihre erste große Liebe zu einem Tänzer des Arthur Murray dance studios.
Diese Geschichte erzählte Bergstein Anfang 1985 der Filmproduzentin Linda Gottlieb, die damals für MGM arbeitete und sich für die Produktion des Films einsetzte. Doch nachdem das Drehbuch fertig war, wechselte das MGM-Management und das Projekt wurde wieder fallen gelassen. Es fand sich über eine längere Zeit auch kein weiteres Studio, das die Geschichte, die als zu „leicht und sanft“ galt, verfilmen wollte. Erst als man der jungen Firma Vestron Pictures mit weiteren Zugeständnissen entgegenkam, wurde der Film gedreht und gilt nach einem weltweiten Einspielergebnis von über 213 Mio. US-Dollar als Bergsteins größter Erfolg.
Während ihre ältere Schwester Francis einen Tanzlehrer heiratete, ehelichte Bergstein 1966 Michael Goldman, einen Poeten und späteren Professor an der Princeton University, mit dem sie seitdem in New York lebt. Bereits in den 1970ern arbeitete Bergstein als Schriftstellerin und veröffentlichte 1973 mit Advancing Paul Newman ihr erstes und 1989 mit Ex-Lover: A Novel ihr letztes Buch.

## Filmografie (Auswahl)
- 1980: It’s My Turn – Ich nenn’ es Liebe (It’s My Turn)
- 1987: Dirty Dancing
- 1995: Let It Be Me

## Werke
- 1973: Advancing Paul Newman
- 1989: Ex-Lover: A Novel

## Auszeichnungen
Goldene Himbeere
- 1981: Nominierung für das Schlechteste Drehbuch von It’s My Turn – Ich nenn’ es Liebe